# KC and the Sunshine Band
KC and the Sunshine Band (транскр.  Кеј Си и Саншајн бенд) је америчка диско група. Бенд је основан 1973. године у граду Хајалија на Флориди. Највише успеха су имали почетком осамдесетих година. Највећи хит им је песма Give It Up, остале песме које се издвајају су „That’s the Way (I Like It)“, „(Shake, Shake, Shake) Shake Your Booty“, „I’m Your Boogie Man“, „Keep It Comin’ Love“, „Get Down Tonight“, „Boogie Shoes“, „Please Don’t Go“. 
Група је објавила до сада 13 студијских албума.

## Дискографија
- Do It Good (1974)
- KC and the Sunshine Band (1975)
- The Sound of Sunshine (1975)
- Part 3 (1976)
- Who Do Ya Love (1978)
- Do You Wanna Go Party (1979)
- Space Cadet (1981)
- The Painter (1981)
- All in a Night’s Work (1982)
- KC Ten (1983)
- Oh Yeah! (1993)
- I’ll Be There for You (2001)
- Yummy (2007)